# Офицерское собрание
Офицерское собрание — общество офицеров воинской части (полка, отдельного батальона, корабля) в Вооружённых силах Российской империи, своеобразного рода клуба офицерского состава формирований армии и флота, являлось самостоятельной постоянно действующей общественной организацией войсковой единицы (единицы сил — кают-компания).
Для офицеров нескольких частей войск (сил), управлений и заведений, имеющих офицерские собрания, на основании правил Положения 1884 года об офицерских собраниях (устраиваемых в отдельных частях), с разрешения командующих войсками в военных округах, квартирующих совместно (то есть в одном месте, гарнизон) учреждались военные собрания.
Также название зданий, сооружений, домов где в своё время размещались военные или офицерские собрания.
В современной РФ словосочетание «офицерское собрание» включается в название всевозможных организаций.

## История
Офицерский корпус России являлся особым сословием в Российской империи. Начало зарождения офицерских собраний для воспитания, общения, отдыха, сближения, развлечения и сплочения офицерских коллективов относится ко второй половине XVIII века. В 1779 году в Новгородском пехотном полку, который дислоцировался в Тихвине, был образован своеобразный клуб штаб- и обер-офицеров полка. Через три года в 1782 году военный клуб появился и в Санкт-Петербурге, столице Российской империи. Инициативу по организации общественных офицерских организаций поддержали в Российском императорском флоте, учредив на общественных началах в 1786 году Кронштадтский морской клуб. Проявляя заботу и понимая важность научного образования и воинских (флотских) коллективов, в начале XIX века по указанию военного министерства в некоторых местах создавались военные библиотеки и «офицерские ресторации». В частности, они были организованы в гарнизонных войсках, где военная служба совмещалась с ведением хозяйства для содержания личного и конного состава полков. Для гарнизонных частей был разработан специальный устав, в котором серьёзное внимание уделялось организации бытовых вопросов, самообразованию, развлечениям, несению службы офицерами этих частей.
В 1869 году при Военном министерстве была создана особая комиссия, для изучения и обобщения опыта устройства и работы офицерских клубов, собраний, библиотек в некоторых частях и гарнизонах Петербургского, Варшавского, Виленского и Финляндского военных округов.
4 ноября 1874 года приказом по военному ведомству был введён Устав офицерских собраний, а при военном министре Д. А. Милютине в 1884 году приказом по военному ведомству было введено в действие «Положение об офицерских собраниях в отдельных частях войск».
К концу XIX века создание офицерских собраний в частях и на кораблях армии и флота практически завершилось.

## Руководство и членство
В офицерское собрание, то есть в общество офицеров воинской части (полка, отдельного батальона, корабля) в вооружённых силах имперского периода России входили:
- действительные члены офицерского собрания (все штаб- и обер-офицеры, служащие в части, состояли обязательно);
- временные члены офицерского собрания (могли быть военные врачи и военные чиновники, занимающие в части штатные должности, офицеры, состоящие в запасе, и другие);
- гости офицерского собрания (могли быть как военнослужащие, так и гражданские лица, но они вводились в офицерское собрание только по рекомендации членов офицерского собрания).

Семейства членов офицерского собрания и гостей допускали только в особо назначенные для того дни и часы.
Вольноопределяющиеся в офицерское собрание не допускались.
Общие собрания действительных членов офицерского собрания ежегодно избирали:
- распорядительный комитет для заведования хозяйственной частью, как правило, из трёх членов;
  - хозяина собрания (он же заведующий столовой);
  - библиотекаря;
- и других лиц, если к тому встречалась надобность.

## Предназначение
Офицерское собрание было предназначено для достижения следующих целей:
- взаимного сближение членов офицерского общества и поддержку между ними правильных товарищеских отношений;
- развитие в среде офицеров военного образования;
- доставление им развлечения в свободное от службы время;
- удешевление жизни офицеров.

В офицерских собраниях должны были соблюдаться все требования воинской дисциплины.

## Состав
В состав офицерского собрания входили члены офицерского собрания и средства офицерского собрания.
Средства офицерского собрания составлялись из суммы:
- членских взносов;
- денег, поступающих за игры и тому подобное;
- из суммы, отпускаемой от казны на улучшение общественного быта офицеров.

Для пособия офицерским собраниям в найме помещений, в смету Главного штаба вносятся особые суммы, в 1888 году достигшие 236 210 рублей.
При офицерских собраниях для достижения этих целей по мере возможностей учреждались:
- библиотека;
- столовая;
- фехтовальный зал;
- гимнастический зал;
- стрельбище;
- и тому подобное;

проводились (устраивались) следующие мероприятия:
- танцевальные вечера;
- музыкальные вечера;
- домашние спектакли;
- лекции;
- сообщения;
- разборы и решения тактических задач;
- и прочие мероприятия.

В офицерских собраниях были запрещены:
- маскарады;
- азартные игры;
- карточные игры не на наличные денежные средства (подпрапорщикам, эстандарт-юнкерам и подхорунжим всякого рода игры в офицерском собрании были воспрещены).

## Дислокация
Как правило, офицерское собрание размещалось в казарменных зданиях, а если оно не могло быть там устроено, то на средства офицерского собрания нанимались помещения (здания, дома, комплекс зданий) в городах по месту дислокации полков, на престижных улицах и площадях в центре города.

## ВС СССР
Деятельность офицерских собраний дореволюционного типа была прекращена в 1918 году в связи с отменой чинов (офицерских званий).
В формированиях ВС СССР офицерские собрания начали возрождаться (с другими задачами) в годы Великой Отечественной войны и в послевоенные годы. Известна, в частности, директива командующего Закавказским фронтом генерала армии Тюленева от 6 октября 1943 года, учреждающая офицерские собрания «во всех отдельных батальонах, полках, учебных заведениях и военных учреждениях».
Офицерское собрание в/части в Советской Армии представляло собой заседание всего офицерского состава, обычно в клубе части. Из числа наиболее авторитетных офицеров выбирался президиум и секретарь, который протоколировал ход собрания. Целью данного сбора была выработка коллективного решения по текущим проблемам в части. Повестка собрания доводилась до присутствующих командиром части или одним из его заместителей. В общем, порядок такого собрания сильно походил на партийное собрание, но отличался присутствующим контингентом — на офицерском собрании присутствовали только офицеры, тогда как на партийном — все коммунисты, независимо от званий. К сожалению, офицерские собрания в дальнейшем ввели в перечень обязательных мероприятий и постепенно они превращались в простую формальность.
Вновь интерес к офицерским собраниям дореволюционного варианта в Советской Армии появился с началом перестройки. 20 мая 1989 года Минобороны СССР утверждается Временное положение об офицерском собрании в Вооруженных Силах СССР, а 14 декабря 1990 года — уже постоянное Положение об офицерском собрании в ВС СССР. Но из-за скоро последовавшего распада СССР сколько-нибудь значительную роль в жизни ВС СССР советские офицерские собрания сыграть не смогли.

## ВС РФ
С постепенным сломом советской системы в вооружённых силах отошли в небытие и офицерские собрания в ВС РФ. Попытки их возрождения предпринимаются, но пока они не играют сколько-нибудь заметной роли в армейской жизни.